# 高保绅
高保绅（?—?），中國五代十國時代人物，南平文献王高从诲的儿子。贞懿王高保融的弟弟，高保勖的哥哥。
后周世宗柴荣显德年间，贞懿王为了表示忠心，派高保绅到开封府朝见周世宗，周世宗于是把泰州产的盐赐给了江陵的衙兵。高保绅官至江陵少尹。高保融的儿子高继冲归附宋朝后，高保绅为卫尉卿。